# Silnice II/136
Silnice II/136 je silnice II. třídy, jež spojuje Černovice v okrese Pelhřimov a Tučapy v okrese Tábor. Je součástí trasy Pacov — Soběslav. Jedná se krátkou silnici menšího významu, denní intenzita je dle sčítání dopravy 2016 asi 500 vozidel.

## Vedení silnice
| Kraj      | km     |
| --------- | ------ |
| Vysočina  | 3,588  |
| Jihočeský | 11,015 |

### Okres Pelhřimov – Kraj Vysočina
– celková délka 3,588 km – mostů: 2

Silnice II/136 začíná v Černovicích na křižovatce silnic II/128 a II/409. Zhruba po 3,5 km silnice přechází do Jihočeského kraje.

| Místo     | km    | Cíl                           | Poznámka                         |
| --------- | ----- | ----------------------------- | -------------------------------- |
| Černovice | 0,000 | Věžná/Kamenice nad Lipou Křeč | vyústění                         |
|           | 2,120 | III/1361 Panské Mlýny         |                                  |
|           | 3,588 |                               | hranice okresů Pelhřimov / Tábor |

### Okres Tábor – Jihočeský kraj
– celková délka 11,015 km – mostů: 4

Na okrese Tábor silnice pokračuje přes Mlýny, Předboř a Hlavňov. Před Tučapy končí zaústěním do silnice II/135.

| Místo   | km     | Cíl                | Poznámka                         |
| ------- | ------ | ------------------ | -------------------------------- |
|         | 3,588  |                    | hranice okresů Tábor / Pelhřimov |
|         | 5,287  | III/1362 Vlčeves   |                                  |
| Mlýny   | 7,900  | III/1364 Choustník |                                  |
| Mlýny   | 7,900  | III/1364 Choustník |                                  |
| Předboř | 10,409 | III/12823 Psárov   |                                  |
| Předboř | 7,719  | III/1365 Choustník |                                  |
|         | 14,603 | Tučapy             | zaústění                         |